# Пищики (Киевская область)
Пи́щики (укр. Пищики) — село, входит в Сквирский район Киевской области Украины.
Население по переписи 2001 года составляло 1519 человек. Почтовый индекс — 09031. Занимает площадь 4,240 км².

## Местный совет
09031 с. Пищики, ул. Ленина 119-в.

## История
Лаврентий Похилевич в «Сказании о населённых местностях Киевской губернии» (1864 год) пишет:
«Пищики село расположено по обеим сторонам реки Камянки; но часть села на левой стороне реки лежащая называется также Напрасниками и Безугляками».
В ХІХ столетии село Пищики было в составе Велико-Половецкой волости Васильковского уезда Киевской губернии. В селе была Трехсвятская церковь. Священнослужители Трехсвятской церкви:
- 1775 — священник Яков Бердичевский
- 1847—1862 — священник Савва Литославский (умер в 1862 году)
- 1847—1855 — дьячок Степан Артисевич
- 1855 — пономарь Дмитрий Меляницкий